# Pie equino
En medicina, se llama pie equino a una deformidad del pie humano en la que este se encuentra permanentemente en una posición de flexión plantar, en aducción e inversión, el retropié en varo, con el hueso del tarso calcáneo invertido por lo que el paciente afectado cuando camina apoya la región anterior del pie (marcha de puntillas normalmente se caen) y el talón no entra en contacto con el suelo. La persona con pie equino tiene limitada la flexibilidad para levantar la parte superior del pie hacia la zona anterior de la pierna. Puede estar afectado únicamente un pie o ambos.
El pie equino generalmente no es una deformidad aislada, suele acompañarse de otras alteraciones, si se asocia a un pie varo, se llama pie equinovaro o pie zambo y cuando se combina con deformidad en valgo se denomina pie equino valgo. Las causas que lo originan son muy diversas, puede ser un trastorno congénito, presente en el momento del nacimiento, u originarse con posterioridad por una parálisis del músculo tibial anterior, a veces es una secuela de poliomielitis, accidente cerebrovascular, lesiones de la médula espinal u otras enfermedades neurológicas como la esclerosis múltiple y la distrofia muscular de Duchenne. El tratamiento se basa en medidas ortopédicas y de rehabilitación, en algunos casos se recomienda la cirugía.